# Román Arrieta Villalobos
Román Arrieta Villalobos (ur. 13 listopada 1924 w San Antonio de Belén, zm. 8 marca 2005 tamże) – kostarykański duchowny katolicki, biskup diecezjalny Tilarán 1961–1979 i arcybiskup metropolita San José de Costa Rica 1979–2002.

## Życiorys
Święcenia kapłańskie otrzymał 18 grudnia 1948.
12 sierpnia 1961 papież Jan XXIII mianował go biskupem diecezjalnym Tilarán. 21 września 1961 z rąk arcybiskupa Gennaro Verolino przyjął sakrę biskupią. 2 lipca 1979 papież Jan Paweł II mianował go arcybiskupem metropolitą San José de Costa Rica. 13 lipca 2002 ze względu na wiek złożył rezygnację z zajmowanej funkcji.
Zmarł 8 marca 2005.